# دالاس فورت ورث متروبليكس (تكساس)
دالاس فورت ورث متروبليكس (بالإنجليزية: Dallas–Fort Worth metroplex)‏ هي مدينة أمريكية تقع في ولاية تكساس. تشير إحصاءات سنة 2000م بأن الكثافة السكانية في هذه المدينة تقدر بـ(245) نسمة/كم2.